# Mentières
Mentières är en kommun i departementet Cantal i regionen Auvergne-Rhône-Alpes i mitten av Frankrike. Kommunen ligger  i kantonen Saint-Flour-Nord som ligger i arrondissementet Saint-Flour. År 2022 hade Mentières 124 invånare.

## Befolkningsutveckling
Antalet invånare i kommunen Mentières
Referens:INSEE